# Jésus la Caille
Jésus la Caille, deutsch Jesus Schnepfe, ist ein 1914 erschienener Romantitel von Francis Carco. 
Der Roman spielt im Unterwelt- und Halblicht am Pariser Montmartre und zeichnet einzelne Aspekte der Belle Epoque nach. Dabei kombinierte Carco sein Gespür für das im Milieu verborgene Potential an Tragik und Exotik mit dokumentarischen Stilmitteln und erzielte mit den für die damalige Zeit sehr modernen Themen und Mitteln den Durchbruch als Schriftsteller. Carco veröffentlichte den Roman zunächst im Mercure de France und hatte dazu die Unterstützung von Rachilde, der Frau des Verlegers Alfred Valette. Den Großteil der Arbeit schrieb er in seinem exil-refuge, seiner Rückzugsmöglichkeit bei seiner Großmutter in Nizza. 
Zu den Halb- und Unterwelt-Figuren in Francis Carcos Roman gehört der Strichjunge Jesus Schnepfe, die Hure Fernande, der Polizeispitzel Pépé Dogge sowie Fernandes Freund bzw. Zuhälter, wie der Autor selbst korsischer Abstammung. Der Roman erhielt bei seinem Erscheinen eher schlechte Kritiken, wurde aber ein Verkaufsschlager.

## Ausgaben
- Francis Carco: Jésus la caille. Paris 1914.
  - deutsch: Jésus-la-caille. Roman vom Montmarte. Kiepenheuer Verlag, Potsdam 1922 (übersetzt von Fred Antoine Angermayer)
  - deutsch: Jesus Schnepfe. Verlag Wunderhorn, Heidelberg 2002, ISBN 3-88423-200-2 (übersetzt von Hans Thill und seine Frau)

## Adaptionen
Film
- André Pergament (Regie): M’sieur Caille'. 1955.

Theater
- Pierre Valde: Jésus la caille. 1952 (cf. Original Poster[2]).
- Jacques Darcy: Jésus la caille. 2004.